# Eternal Flame (album)
Eternal Flame là album thứ 7 của ban nhạc Do As Infinity và là album đầu tiên sau tuyên bố tái hợp của nhóm vào tháng 9 năm 2008. Đây cũng là album đầu tiên thiếu vắng sự có mặt của Nagao Dai, tay sáng tác chủ lực, trong đội hình sản xuất.

## Danh sách bài hát
| STT | Nhan đề                                                                             | Phổ lời                    | Phổ nhạc         | Thời lượng |
| --- | ----------------------------------------------------------------------------------- | -------------------------- | ---------------- | ---------- |
| 1.  | "Eternal Flame" (Ngọn lửa vĩnh hằng)                                                | Kanata Alexis Okajima      | Takumi Ishida    | 6:26       |
| 2.  | "Saigo no Game" (最後のGAME Trận đấu cuối cùng)                                     | Kano Inoue                 | Masato Kitano    | 3:31       |
| 3.  | "Perfect World" (Thế giới hoàn hảo)                                                 | Hiroaki Hayama             | Hiroaki Hayama   | 5:02       |
| 4.  | "Namonaki Kakumei" (名もなき革命 Cách mạng vô danh)                                 | Kano Inoue                 | Kazuto Ikeda     | 3:54       |
| 5.  | "Nighter" (ナイター Naitā)                                                          | Kano Inoue                 | Yu               | 3:47       |
| 6.  | "Feelin' The Light" (Cảm nhận ánh sáng)                                             | Kanata Alexis Okajima      | Hiroaki Hara     | 3:42       |
| 7.  | "Meramera" (メラメラ Bùng cháy)                                                     | Kana Inoue, Zenta          | Zenta            | 3:35       |
| 8.  | "Piece Of Your Heart" (Mảnh trái tim)                                               | Ryo Owatari                | Takumi Ishida    | 4:15       |
| 9.  | "Kitakaze" (北風 Gió bấc)                                                           | Kano Inoue                 | Yosuke Kawashima | 4:19       |
| 10. | "His Hometown" (Quê hương anh)                                                      | Kano Inoue                 | Uka              | 4:41       |
| 11. | "Honō" (焔 Ngọn lửa)                                                                | Ryo Owatari                | Shinpei          | 5:05       |
| 12. | "Umareyuku Monotachi e" (生まれゆくものたちへ Gửi tới những sinh linh sắp chào đời) | Kana Inoue, Junya Urushino | Yoshihiro Suda   | 4:36       |
| 13. | "Tangerine Dream: 10th Anniversary[A]" (Giấc mơ màu vỏ quýt)                        | Naoto Suzuki               | Dai Nagao        | 4:48       |

### DVD
1. "Eternal Flame" (music clip)
2. "Saigo no Game" (最後のGAME?) (music clip)
3. "Umareyuku Monotachi e" (生まれゆくものたちへ?) (music clip)
4. "Do As Fukkatsu made no Kiseki" (Do As復活までの軌跡?) (documentary)[B]

## Xếp hạng
| Bảng xếp hạng (2009) | Vị trí cao nhất | Doanh số | Thời gian |
| -------------------- | --------------- | -------- | --------- |
| Japan Oricon         | 9               | 22,779   | 2 tuần    |